# August Wilhelm von Schlegel
August Wilhelm von Schlegel [AFI: ˌˀɑʊ̯gʊst ˌv̥ɪlɦɛlm fɔɲ ˈʃʷl̥eːgl̩] (8 de setembre de 1767, Hannover - † 12 de maig 1845 a Bonn), nat a Alemanya, fou poeta, traductor, crític i capdavanter del romanticisme alemany.

## Vida i obres
Schlegel nasqué a Hannover, on son pare, Johan Adolf Schlegel (1721-1793), era pastor luterà. S'educà a l'institut de Hannover i a la Universitat de Göttingen. Amb son germà Friedrich, el filòsof més important del romanticisme alemany, fundaren Athenaeum (1798-1800), la principal revista del moviment. Després d'haver estat un grapat d'anys a Amsterdam fent de tutor a casa d'un banquer, se n'anà a Jena, on, el 1796, es casà amb Karoline, vídua del físic Böhmer, i el 1798 fou nomenat professor extraordinari. Aleshores començà la seva traducció de Shakespeare, que acabà, sota la supervisió de Ludwig Tieck, la filla de Tieck, Dorothea, i Wolf Heinrich, Graf von Baudissin. Aquesta versió és una de les millors traduccions de poesia a l'alemany, i fins i tot a qualsevol llengua. A Jena, Schlegel col·laborà en els periòdics de Schiller, l'Horen i el Musenalmanach; i amb son germà Friedrich dirigí l'Athenaeum, l'òrgan de l'escola romàntica. També publicà un volum de poemes i s'embolicà en una polèmica molt agra amb August von Kotzebue.
Aleshores, els dos germans destacaven per la força i l'originalitat de les seves idees, i es guanyaren el respecte com a caps de la nova crítica romàntica. El 1801 es publicà un volum comú dels seus assajos amb el títol de Charakteristiken und Kritiken. El 1802, Schlegel se n'anà a Berlín on impartí lliçons d'art i literatura; i l'any següent publicà Ion, una tragèdia seguint l'estil d'Eurípides, que provocà una suggestiva polèmica sobre els principis de la poesia dramàtica. Després vingué Spanisches Theater (2 volums, 1803-1809), en els quals presentà unes traduccions admirables de cinc obres de Calderón de la Barca; i en un altre volum, Blumenstrâusse italienischer, spanischer und portugiesischer Poesie (1804), presentà traduccions de poemes lírics espanyols, portuguesos i italians.
El 1807 atragué molt l'atenció a França per un assaig en francès, Comparaison entre la Phèdre de Racine et celle d'Euripide, en el qual atacava el classicisme francès des del punt de vista de l'escola romàntica. A Viena, el 1808, feu les seves classes sobre art dramàtic i literatura (Über dramatische Kunst und Literatur, 1809-1811), les quals s'han traduït a la majoria de llengües europees. Mentrestant, després de divorciar-se de la seva muller Karoline, el 1804, va viatjar per França, Alemanya, Itàlia i altres països amb Madame de Staël, que li devia moltes de les idees de la seva obra De l'Allemagne.
El 1813 feu de secretari de l'hereu de la corona de Suècia, gràcies a la influència del qual es refermà el dret de la seva família a un estatus nobiliari. Schlegel esdevingué catedràtric de literatura a la Universitat de Bonn el 1818, i durant la resta de la vida es dedicà sobretot als estudis orientals, tot i que continuà les classes d'art i literatura, i el 1828 publicà dos volums d'escrits de crítica (Kritische Schriften). Entre 1823 i 1830 publicà la revista Indische Bibliotek i edità (1823) el Bhagavad Gita amb una traducció al llatí, i el Ramaiana (1829). Aquestes obres marquen el començament dels estudis de sànscrit a Alemanya.
Després de la mort de Madame de Stäel es casà (1818) amb una filla del professor Paulus de Heidelberg; però aquest matrimoni es dissolgué el 1821. Es morí a Bonn el 12 de maig de 1845. Com a poeta original, Schlegel no és important, però com a traductor de poesia fou realment excel·lent, i en la crítica posà en pràctica el principi romàntic que l'obligació principal d'un crític és no analitzar des d'una posició de superioritat, sinó entendre i caracteritzar una obra d'art.

## Obres selectes
- Ion (1803)
- Poetische Werke (1811)
- Bhagavad Gita (1823, traducció llatina)
- Kritische Schriften (1828, critical works)
- Sämtliche Werke (1846-1848)
- Œuvres écrites en francais (1846)
- Opuscula Latsne scripta (1848)

## Cartes
- Ludwig Tieck und die Brüder Schlegel. Briefe ed. by Edgar Lohner (München, 1972).